# Oskar Fehrenbach

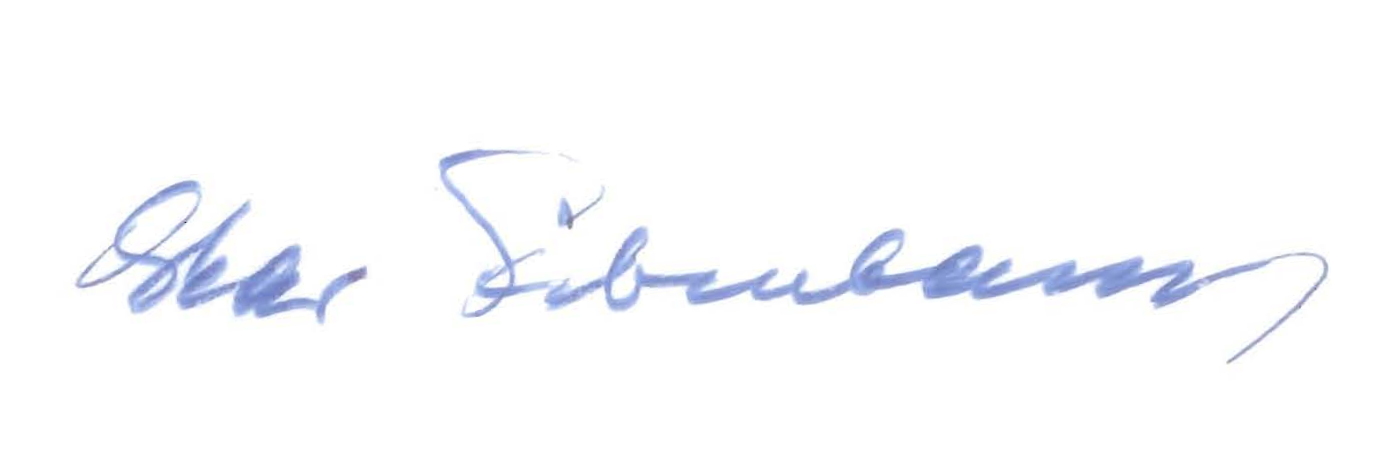
Unterschrift Oskar Fehrenbach (Juni 1987)

Oskar Fehrenbach (* 25. März 1923 in Karlsruhe; † 26. Dezember 2016 in Freiburg im Breisgau) war ein deutscher Journalist. Er war Chefredakteur der Stuttgarter Zeitung.

## Leben und Wirken
Oskar Fehrenbach absolvierte von 1946 bis 1952 ein Studium der Philosophie, Deutschen Literatur und Kunstgeschichte. 1952 legte er an der Universität Freiburg seine Dissertation Das ontologische Problem des Satzes vom Widerspruch bei Aristoteles vor. Er arbeitete von 1952 bis 1962 als Feuilletonredakteur bei der westwürttembergischen Südwest Presse/Tübinger Tagblatt sowie für den Südwestfunk (SWF).
1962 kam er zur Stuttgarter Zeitung. Bis 1965 war er Mitarbeiter der Außenredaktion Karlsruhe. Als politischer Journalist ergänzte er von 1965 bis 1971 die Bonner Redaktion der Stuttgarter Zeitung. Schließlich war er von 1971 bis 1983 Chefredakteur derselben. Fehrenbach überraschte dabei mit einem Umschwenken bezüglich seiner politischen Leitfigur: Zuerst schenkte er Willy Brandt Bewunderung, dann Helmut Kohl Zutrauen. Aber er ging auch ein unternehmerisches Wagnis ein, indem er 1976 die gesamte Produktion der Stuttgarter Zeitung als erste deutsche Tageszeitung vom Bleisatz auf den neuen elektrischen Lichtsatz umstellen ließ. Sein beruflicher Ziehsohn Uwe Vorkötter lobte ihn für seine Offenheit für Ungewöhnliches und seinen Mut zum Unkonventionellen.

## Schriften
- Das ontologische Problem des Satzes vom Widerspruch bei Aristoteles. Philosophische Fakultät der Albert-Ludwigs-Universität Freiburg, Freiburg 1952.
- Fritz Meinhard. Skizzen, Aquarelle, Federzeichnungen, Öl-Kreide, Öl, Pastellstifte, Tempera, Schabtechnik, Plastiken. CD-Verlagsgesellschaft, Böblingen 1985, ISBN 3-921432-42-1.
- Helmut Kohl – wer sonst? Über die Alternativen deutscher Politik. Bonn Aktuell, München 1990, ISBN 3-87959-417-1.
- (mit Norbert Kustos:) Schwarzwald/The Black Forest/La Forêt Noire (= Eine Bildreise). Ellet & Richter Verlag, Hamburg 1993, ISBN 3-89234-398-5.
- (mit Norbert Kustos:) Der Bodensee (= Eine Bildreise). Ellet & Richter Verlag, Hamburg 1995, ISBN 3-89234-540-6.
- Wie der Auftrag des Himmels verspielt wird. Erwin Wickerts Roman über den Taiping-Aufstand in China. In: Eckart Kleßmann (Hrsg.): Die Wahrheit umkreisen. Zu den Romanen von Erwin Wickert. Deutsche Verlags-Anstalt, Stuttgart/München 2000, ISBN 3-421-05346-4. S. 33–66.
- Deutschlands Fall und Auferstehung. Ein Rückblick auf das 20. Jahrhundert. Hohenheim-Verlag, Stuttgart/Leipzig 2000, ISBN 3-89850-012-8.